# Langmameer
Het Langmameer is een meer in het noorden van de provincie Drenthe, ten westen van het dorp Peizermade, nabij de Langmadijk. Het bestaat sinds 2012.

## Onlanden
Het meer is onderdeel van het natuurgebied De Onlanden, de resultante van het Herinrichtingsproject bij Peize, gelegen aan de flank van het Peizerdiep.
Tot ver in de twintigste eeuw werd dit veenweidegebied geregeld geteisterd door overstromingen en had het op verschillende plekken en momenten het aanzien van een meer. Lange tijd is geprobeerd dit aan te pakken met ontwatering en afvoer van water. Aan het begin van de 20ste eeuw begon men te kiezen voor de aanleg van waterbergingsgebieden, waarin water in geval van nood kon worden opgevangen. In 1998 besloot men ook bij de stad Groningen zo'n gebied aan te leggen. Hieruit kwam De Onlanden voort. Na de inrichtingswerkzaamheden, die in 2012 werden voltooid, is hier een groot waterbekken ontstaan, waar water van het Eelderdiep in stroomt. In het kader hiervan is het Langmameer aangelegd.

## Natuur
In het gebied De Onlanden komen veel ganzensoorten voor zoals de grauwe gans, de kolgans,  de brandgans en de Grote Canadese gans, en een aantal bijzondere diersoorten, zoals de waterspitsmuis, grote zilverreiger en roerdomp.